# Kalmar Kommunbolag
Kalmar Kommunbolag AB är ett svenskt förvaltningsbolag som agerar moderbolag för de verksamheter som Kalmar kommun har valt att driva i aktiebolagsform. Bolaget ägs helt av kommunen.

## Bolag
Källa: 
- Destination Kalmar Aktiebolag
- Kalmar Energi Holding AB (50%)[4]
- Kalmar Hamn AB
- Kalmar Science Park AB (93%)[5]
- Kalmar Vatten AB
- Kalmar Öland Airport (50%)[6]
- Kalmarhem AB
- Växtplats i Kalmar AB